# Periquito-de-queixo-laranja
Periquito-de-queixo-laranja ou periquito-bronzeado (Brotogeris jugularis) é uma espécie de ave da família Psittacidae.
Pode ser encontrada nos seguintes países: Colômbia, Costa Rica, El Salvador, Guatemala, Honduras, México, Nicarágua, Panamá e Venezuela.
Os seus habitats naturais são: florestas secas tropicais ou subtropicais, florestas subtropicais ou tropicais húmidas de baixa altitude e florestas secundárias altamente degradadas.